# Omelhorod, Oleksandrivka
Omelhorod (în ucraineană Омельгород) este un sat în comuna Iasînove din raionul Oleksandrivka, regiunea Kirovohrad, Ucraina.

## Demografie
Componența lingvistică a localității Omelhorod
     Ucraineană (94,07%)
     Rusă (4,24%)
     Română (1,69%)
Conform recensământului din 2001, majoritatea populației localității Omelhorod era vorbitoare de ucraineană (94,07%), existând în minoritate și vorbitori de rusă (4,24%) și română (1,69%).